# CDU-Bundesausschuss
Der CDU-Bundesausschuss ist das zweithöchste Organ der CDU Deutschlands. Er wird durch den Bundesvorsitzenden der CDU oder durch den Generalsekretär in Abstimmung mit dem Vorsitzenden einberufen. Der Bundesausschuss muss außerdem auf Antrag von drei CDU-Landesverbänden oder 25 Ausschussmitgliedern innerhalb einer Frist von vier Wochen einberufen werden.

## Zuständigkeiten
Der Bundesausschuss beschäftigt sich mit allen politischen Themen und organisatorischen Angelegenheiten, die nicht ausdrücklich dem Bundesparteitag vorbehalten sind. Aus diesem Grund wird er oftmals auch als kleiner Parteitag bezeichnet. Der Bundesausschuss nimmt die Berichte des Bundesvorstandes und der CDU/CSU-Fraktion im Deutschen Bundestag entgegen und wählt auf Vorschlag des Bundesvorstandes die Delegierten für die Gremien der Europäischen Volkspartei (EVP). Wenn ein Mitglied des CDU-Präsidiums während seiner Amtszeit ausfällt, kann der Bundesausschuss einen Vertreter bis zum nächsten Bundesparteitag bestimmen.

## Zusammensetzung
Der Bundesausschuss setzt sich aus den Delegierten der CDU-Landesverbände, dem CDU-Bundesvorstand, den Vertretern der Vereinigungen, den Vorsitzenden der Bundesfachausschüsse und dem Bundesvorsitzenden des Evangelischen Arbeitskreises der CDU/CSU (EAK), sofern dieser der CDU angehört, zusammen. Die Vorsitzenden der Fachausschüsse und der EAK-Vorsitzende gehören dem Gremium nur beratend an, alle anderen Mitglieder sind stimmberechtigt. Die Delegierten der Landesverbände werden alle zwei Jahre von den Landesparteitagen in geheimer Wahl gewählt. Die Landesverbände entsenden je angefangene 4000 Mitglieder einen Delegierten. Grundlage für die Anzahl der Delegierten sind die Mitgliederzahlen der Landesverbände am 30. September des vorangegangenen Jahres. Die Vereinigungen entsenden je einen Vertreter, der vom jeweiligen Bundesvorstand für ein Jahr geheim zu wählen ist.